# Vitaliy Kim
Vitaliy Oleksandrovich Kim (en ukrainien : Віталій Олександрович Кім ; né le 13 mars 1981) est un homme d'affaires et homme politique ukrainien, gouverneur de l'oblast de Mykolaïv depuis 2020.

## Biographie
Vitaliy Kim est né le 13 mars 1981 à Mykolaïv. Son père, Oleksandr, est un entraîneur de basket-ball d'ascendance Koryo-Saram et a été joueur dans l'équipe de jeunes de l'Union soviétique.
Kim est diplômé du Lycée no 2 de Mykolaiv et de l'université nationale de constructions navale Amiral Makarov avec un diplôme en économie d'entreprise,.
En 1998, il commence à s'engager dans une activité entrepreneuriale. Il était l'associé directeur du complexe de divertissement d'Ushuaja.
En 2003, il travaille pour la société Ukrpromresurs, qui était engagée dans l'audit du secteur public. De 2005 à 2011, il dirige un certain nombre d'entreprises à Mykolaïv et s'engage dans des investissements internationaux. De 2015 à 2016, il dirige le département analytique du ministère de la politique agraire de l'Ukraine . Il est également fondateur d'un groupe de sociétés de développement, engagé dans la construction de complexes résidentiels "Orange", "Concert" et "Uyutny".

### Activité politique
En 2019, il était volontaire de la branche Mykolaïv du parti Serviteur du peuple aux élections présidentielles et législatives. Lors des élections locales de 2020, il a été candidat aux députés du conseil municipal de Mykoklaiv sous le parti "Serviteur du peuple" tout en restant non partisan. Kim était également à la tête du siège électoral du parti et a fait campagne pour les conseils municipaux et régionaux,.
Le 25 novembre 2020, le président ukrainien Volodymyr Zelensky nomme Kim gouverneur de l'oblast de Mykolaïv.

## Vie privée

### Famille
Il est marié à Yuliya Vitalivna Kim et élève trois enfants. Leurs deux filles sont Yevheniya et Oleksandra, et leur fils est Ruslan.
Il parle anglais, ainsi qu'un peu de français et de coréen en raison de son ascendance Koryo-Saram.